# Croisade géorgienne
La Croisade géorgienne (selon la formule de René Grousset) est une longue série de batailles et d'affrontements militaires qui se sont déroulés entre les années 1048 (bataille de Kapetrou) et 1210 (prise d'Ardébil par les Géorgiens) entre le royaume de Géorgie, alors à son âge d'or, et les différentes principautés seldjoukides qui entourent la Transcaucasie de l'époque. Le conflit est précédé par des raids meurtriers dans le Caucase par les Turcs au XIe siècle.

## Contexte et précédents
La croisade géorgienne opposa très tôt le royaume naissant de Géorgie à une coalition des principautés seldjoukides. Celle-ci avait commencé à la suite d'une avancée considérable de la puissance géorgienne au détriment des pays musulmans qui l'entouraient mais aussi aux ruptures des alliances qui avaient été faites par le roi Bagrat III de Géorgie avec les partisans de l'Islam. En effet, dès l'unification des royaumes géorgiens au début du XIe siècle, la nouvelle entité caucasienne s'était posée en ennemi de l'empire byzantin voisin qui s'était emparé de la Tao-Klardjétie, patrimoine héréditaire de Bagrat III. Alors, pour prévenir une guerre contre Constantinople, le premier monarque d'une Géorgie unie conclut lesdites alliances.
En effet, en 1015, le roi Georges Ier de Géorgie décide d'occuper le nord-est de l'Anatolie byzantine, sous prétexte de reprendre possession du patrimoine héréditaire. Toutefois, l'empereur Basile II réussit à le renvoyer dans ses États, sans qu'un trop grave conflit n'éclate. Mais cet incident participa à une détérioration considérable des relations entre les deux pays. Mais en 1027, le roi Bagrat IV accéda au trône géorgien sous la régence de sa mère qui annonça dès lors une période de réconciliation avec Byzance. En effet, en 1030, elle voyagea à Constantinople et une alliance fut finalement signée l'année suivante, alliance confirmée par le mariage du roi avec la nièce de l'empereur Romain III Argyre. Mais cet acte n'apporta d'un autre côté rien de bon pour la Géorgie qui dut renoncer à ses traités de paix avec les musulmans. Au contraire, la Géorgie dut dès lors affronter de nouveaux ennemis, les Turcs seldjoukides.

## Début du conflit
Le conflit seldjouko-géorgien commença vraiment en 1048 quand le Sultanat seldjoukide et l'Empire byzantin s'affrontèrent lors d'une bataille à Kapetrou, dans le thème d'Ibérie. L'armée byzantine commandée par le noble géorgien Liparit IV Orbéliani remporta une victoire décisive contre les troupes de Ibrahim Yinal le10 (ou 18) septembre et les Turcs durent battre en retraite dans un désordre qui fit beaucoup d'autres victimes ajoutées aux lourdes pertes des musulmans. Après cette bataille, une paix relative se mit en place dans la région et la Couronne géorgienne décida de s'occuper des conflits internes, notamment en vainquant les nobles révoltés et en tentant de récupérer Tiflis, alors aux mains des Arabes.
Toutefois, la guerre reprend avec une fureur bien plus grande dans les années 1060. Le roi Bagrat IV de Géorgie doit alors faire face au gros problème d'Alp Arslan (Lion Héroïque), chef turc dont les troupes qui ravagent à cette époque l'Arménie, aux frontières de la Géorgie. Pour calmer temporairement le sultan seldjoukide, il fait une alliance familiale avec lui en lui donnant en mariage sa nièce. Mais cela ne brouille en rien les relations byzantino-géorgiennes qui reprennent au contraire de plus belle. Afin de sécuriser son alliance avec Constantinople, Bagrat IV décide de marier également sa fille Marthe au co-basileus Michel VII Doukas entre 1066 et 1071. Ce mariage d'un souverain byzantin avec une princesse géorgienne est alors une innovation, considérée comme un succès diplomatique du roi de Géorgie. 
Le 10 décembre 1068, Alp Arslan, mécontent de l'attitude du dernier monarque caucasien pas encore soumis, s'allie avec le roi de Lorri (Gourgen II), le monarque de Kakhétie (Aghsartan Ier) et l'émir de Tiflis, et marche contre Bagrat IV. En quelques mois, ils ravagent et pillent les provinces de Kartli et d'Argvétie, avant de quitter la Géorgie en juillet 1069. Ils laissent toutefois un général cheddadide sur place qui occupe à son tour le centre de la Géorgie avec ses 33 000 hommes. Le Cheddadide est toutefois vaincu à son tour par Bagrat IV, ce qui l'oblige à se retirer de son royaume, et il est capturé par le souverain kakh Aghsartan Ier. Le roi de Géorgie libère son ancien ennemi et lui ordonne de lui livrer les forteresses de Tiflis qu'il donne à un émir local sous le titre de vassal.

## Seldjoukides: victoire provisoire
Georges II succéda en tant que roi de Géorgie à son père Bagrat IV en 1072 et reçut bientôt le titre de nobilissime, suivi plus tard par celui de sébastos, de la part de l'empereur byzantin Michel VII Doukas, acte qui garantissait une alliance dans le Caucase. Mais après quelques révoltes nobiliaires, les Seldjoukides refirent leur apparition aux frontières géorgiennes et les premières attaques de 1073 en Kartli prouvèrent que les Turcs étaient toujours une menace pour le royaume de Géorgie. Un autre assaut eut lieu l'année qui suivit, mais Georges II resta vainqueur et au contraire, garantit le retour de la Tao (thème d'Ibérie), région disputée par Constantinople et Koutaïssi depuis le début du XIe siècle, à la Couronne géorgienne, à la suite de la défaite de Mantzikert par les Byzantins en 1071. À cette occasion, Georges reçut en plus le titre de César de l'Empire et se vit garantir la forteresse de Kars, en Arménie. Toutefois, cela n'aida pas à arrêter l'avancée seldjoukide et en 1076, le sultan Malik Shah Ier surgit en Géorgie et détruisit plusieurs forteresses. Cette invasion fut suivie par celle de 1079-1080, désormais connue sous le nom de « Didi Tourkoba » (« Grandes Invasions turques »), à la suite de laquelle le roi Georges II dut accepter une paix humiliante, faisant payer à la Géorgie un lourd tribut annuel. En plus de cela, l'armée géorgienne devait soutenir et même venir en aide à Malik Shah dans ses campagnes militaires, y compris contre l'empire byzantin. 

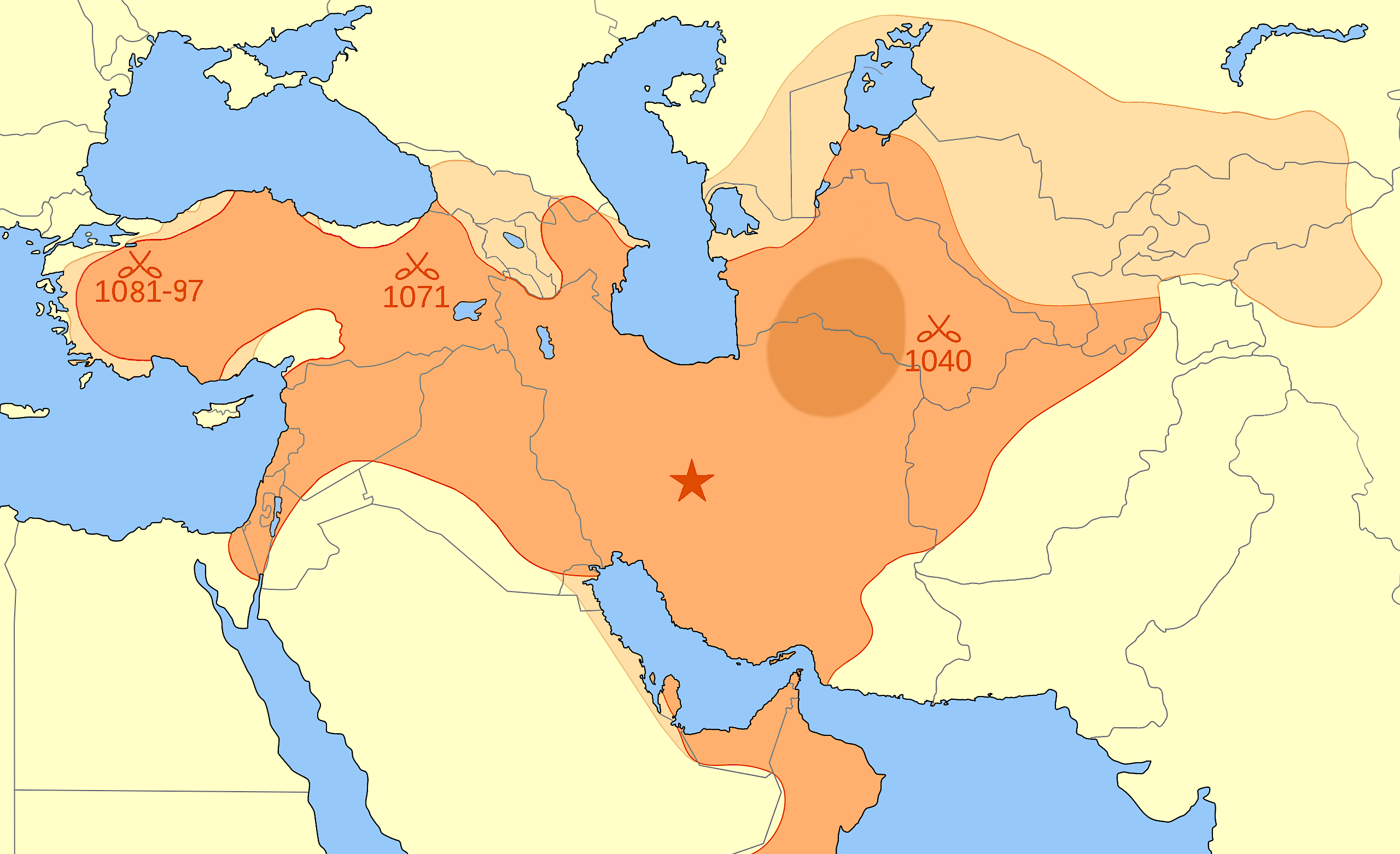
L'empire seldjoukide à son apogée.

Cette terrible défaite détruisit également l'économie du royaume de Géorgie qui dut ainsi renoncer à sa campagne contre le royaume voisin de Kakhétie, vassal rebelle de la nation. Par ailleurs, Aghsartan Ier de Kakhétie reconnut la suprématie seldjoukide et se rendit à la cour turque où il adopta l'Islam et se posa en ennemi juré de la monarchie géorgienne.

## La libération du Caucase
En 1089, la succession des malheurs du règne de Georges II de Géorgie amena un Grand Conseil à se réunir et à déposer officiellement le monarque incompétent pour le remplacer par son fils, David IV. David IV monte sur le trône de Karthlie et d’Abkhazie à l’âge de 16 ans alors que le double royaume est vassalisé par les Seldjoukides depuis 1080. Une série d’événements imprévus et heureux viennent alors desserrer l’emprise turque sur la Géorgie.
Dès 1092, le décès du sultan Malik Shah Ier provoque le partage de son empire. À partir de 1097, l’intervention des Latins au Moyen-Orient avec le début de la première croisade détourne de la Transcaucasie l’attention des héritiers du Grand Seldjoukide. En cette même année, l’emprisonnement du grand féodal géorgien Liparit Orbélian, qui s’est si souvent opposé aux Bagratides est suivi en 1101 de la mort de son fils et héritier Rat, « homme déloyal et vrai fils de son père » selon la Chronique géorgienne.   

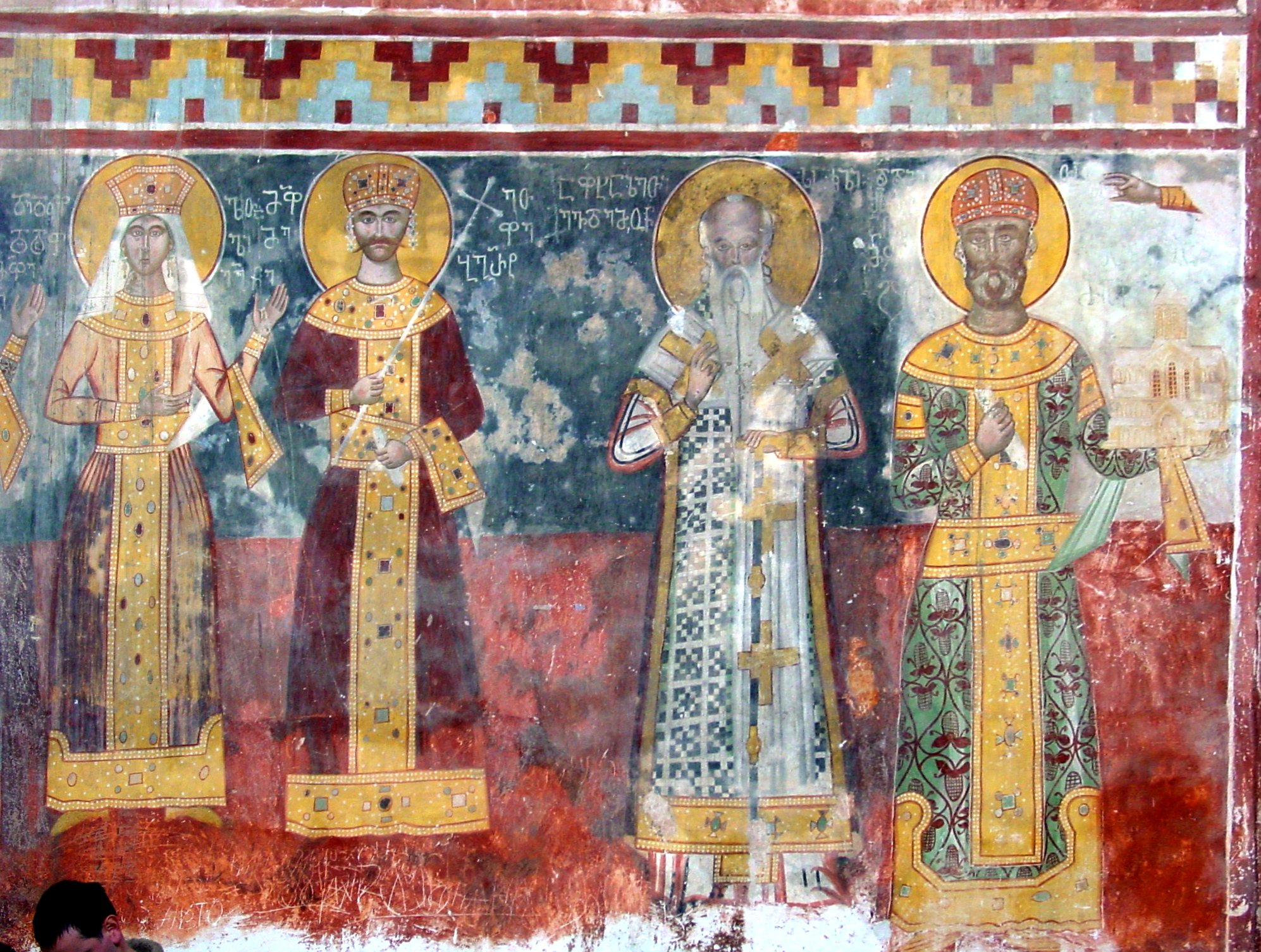
Les rois géorgiens de l'Âge d'Or

En 1101, David IV attaque l’autre prince géorgien, Kviriké IV de Kakhétie (1084-1102), et lui enlève la forteresse de Zédazadéni au nord de Tiflis. Le neveu et successeur de Kviriké IV, Aghsartan II de Kakhétie (1102-1104), lui est ensuite livré par ses vassaux d’Héréthie, ce qui permet à David IV, après une première victoire en 1105 près d'Ertsoukhi sur les Seldjoukides qui considéraient la Kakhétie comme un État vassal, d’annexer au royaume la Géorgie orientale et de compléter ainsi l’unité nationale.
Depuis la soumission du roi Georges II de Géorgie en 1080, les tribus turques se sont arrogé le droit de venir chaque année avec leurs troupeaux transhumer dans le pays, ce qui a pour effet de le ruiner en le désertifiant. Pour en finir avec ces incursions seldjoukides, David IV conclut de précieuses alliances : d’une part avec  les Ossètes, descendants des Alains historiques, qui se sont installés sur les deux versants du Caucase et dont le roi Bagrat IV avait déjà épousé une princesse ; et d’autre part avec les Qiptchaqs, connus en Occident sous le nom de Coumans, peuple turc semi-nomade et païen de la steppe russe. David IV épouse lui-même une princesse de cette nation, ce qui lui permet de recruter 15 000 cavaliers de son pays, convertis formellement au christianisme pour l’occasion. Renforcé par ces éléments guerriers, le roi refuse de payer le tribut annuel aux Seljdoukides et interdit la transhumance des Turcs en Géorgie. Dès 1110, il chasse les Turcs du pays mais ce n'est qu’en 1115 qu’il met définitivement fin aux incursions saisonnières en s’emparant de la forteresse de Roustavi, au sud-est de Tiflis. En 1116, sa cavalerie chasse les Turcs du Klardjeth et du Tao. En 1118 la forteresse de Lorri est prise à son tour et une armée turque est détruite.
Les succès de David IV et la reconquête chrétienne qu’il a réalisée incitent en 1121 les musulmans à prêcher contre lui le djihâd. Le sultan seldjoukide d’Iran, Mahmoud II (1118-1131) envoie contre la Géorgie une armée sous le commandement du prince Tughril, un cadet seldjoukide qui règne sur Arran et le Nakhitchevan, de l’émir turc Artukide, Nadjm al Din Ghâzi d'Alep et de l’émir arabe Dubays b.Sadaka (Mazyadide). En août 1121, cette armée pénètre dans le royaume mais est anéantie par David le 14 août 1121 à la bataille de Manglisi ou Didgori, à l’ouest de Tiflis. 
L’année suivante, David IV s’empare de l’ancienne capitale du pays, la ville de Tiflis, siège d’un  émirat musulman depuis 642 et qui était désormais complètement isolée par ses conquêtes. Cette délivrance a en Orient un retentissement d’autant plus grand qu’elle coïncide avec les victoires des États latins d'Orient en Syrie et en Palestine. En 1124, David IV, dépassant les limites de la Géorgie historique, pénètre en Arménie et s’empare des villes de Sper et d’Ani, l’ancienne capitale du royaume, elle aussi au pouvoir des musulmans depuis 1064.

## Victoire de la Géorgie
La situation du royaume de Géorgie s'améliore ensuite nettement. À la mort de David IV (aujourd'hui surnommé le Reconstructeur), en 1125, son fils Démétrius Ier lui succède. Il poursuit l'action de son père après avoir rétrocédé Ani aux Cheddadides devenus ses vassaux. Il s'empare en 1128 des citadelles de Dmanissi et de Khouman, avant de remporter une victoire sur les Seldjoukides dans la plaine de Gagi entre le lac de Van et la Koura). Dès 1138, après avoir soumis à l'aide de ses quelques alliés et vassaux musulmans les derniers nobles récalcitrants, il prend Gandja dont il déplace les portes jusqu'aux monastère de Ghélati. Démétrius continue à régner en remportant plusieurs victoires sur contre les Turcs, telle que celle de 1153 contre l'émir Saltuk ibn Ali d'Erzurum aux portes d'Ani. Quand Démétrius Ier meurt en 1156, son fils Georges III hérita d'un royaume puissant en pleine croissance.
Le 13 juin 1161, les troupes géorgiennes reprennent Ani, la vieille capitale des Bagratides. Le roi y établit comme gouverneurs le généralissime Sargis Ier Mkhargrdzéli et Iwané V Orbélian, puis un dénommé Sadoun. Il destitue ce dernier et le remplace par le seul Sargis Ier Mkhargrdzéli. En août de la même année, les Géorgiens remportent une victoire sur Ildigouz près d’Ani. L’année suivante en août/septembre 1162, Dwin est provisoirement occupée et saccagée avant d’être reprise par Shams ad-Din Ildigouz. Ce dernier allié au Seldjoukide Arslân Shah II ibn Tughril beg, au Chah Armen Nasir ad-Din Sukman II et à Fakhr ad-Din émir d'Arzen, inflige le 13 juillet 1163 un grave échec au roi Georges III et reprend Gagi. Les Géorgiens sont obligés d’abandonner une nouvelle fois Ani, qui est contrôlée par Ildigouz pour le compte des Seldjoukides jusqu’en 1174.
En 1166 Georges III effectue une expédition contre Gandja et en 1174 le prince Iwané V Oberliani reprend la ville d'Ani qu’il gouvernera pendant 3 ans. En 1177 le roi doit faire face à la révolte des Orbélian qui soutiennent la tentative de prise de pouvoir par Demma, le fils de David V. Le jeune prétendant a épousé une princesse Oberliani et est soutenu par son beau-père, le prince Iwané V, son beau-frère Sembat II, Khavthan, le frère d’Iwané, et Zinan, le fils de ce dernier.  
Le roi Georges III réunit quelques fidèles et réussit à retourner la situation en sa faveur. Iwané Orbélian est aveuglé, les trois autres  membres de sa famille sont exécutés et, par « clémence », le jeune Demna est « seulement » aveuglé et châtré ; il mourra en 1181. Le roi conserve la ville d’Ani, qui est intégrée au domaine royal jusqu’à sa mort. Le règne de Georges III s’achève avec la prise du Lorri et l’association au trône de la fille aînée du roi, la princesse Tamar, qui est désignée comme héritière en 1178. En 1184, celle-ci accéda au trône quand son père décéda et dès lors, plus personne n'osait contester l'Âge d'Or de la Géorgie. Les armées de la reine Thamar Ire de Géorgie, mènent ensuite une série de campagnes victorieuses :
- 1191 : Conquête du Shirak par les frères Zakaré et Iwané Mkhargrdzéli.
- 1195 : Expédition contre  Barda et Erzurum, un mois après.
- 1196 : Conquête d’Amberd et de Gélakoun.
- 1199 : Prise d’Ani.
- 1201 : Prise de Bidjnissi.
- 1203 : Les Géorgiens interviennent pour protéger leur vassal musulman le Chirvanchah et défont l’armée de l’atâbeg Abou-Bakr d’Azerbaïdjan à Chamkor le 1er juin. Prises de Gandja et de Dvin.
- 1205 : Entrée en guerre contre Rokn-ed-Din, prince seldjoukide d'Erzurum, dont l'armée est anéantie le 27 juillet.
- 1206/1207 : Expédition et prise de Kars, mort de David Soslan, le roi consort.
- 1208 : Durant l'été 1208 l’émir d’Ardébil en Azerbaïdjan conduit une razzia contre Ani et tue 12 000 chrétiens.
- 1209 : Zakaré et Iwané Mkhargrdzéli conduisent une expédition punitive et massacrent 12 000 musulmans en expiation.
- 1210 : Les armées géorgiennes traversent l’Araxe à Djoulfa et saccagent l’Azerbaïdjan. Prise d’Ardébil et expédition jusqu'au Khorasan.

## Évènements postérieurs
Toutefois, une fois que la reine Tamar la Grande mourut en 1213, la situation changea. Certes, les Seldjoukides n'étaient désormais plus une grande puissance et il n'était guère difficile à la Géorgie de remporter une nouvelle guerre contre cette tribu turque, mais le nouveau souverain géorgien, Georges IV (malgré le fait qu'il est considéré comme l'un des plus grands monarques géorgiens de l'époque médiévale) « tomba dans la luxure », comme le rapporte la Chronique géorgienne. Le pays commença petit à petit à se diviser, notamment quand l'Église orthodoxe géorgienne et la noblesse refusèrent de reconnaître l'union illégitime du roi avec une roturière de Kakhétie. Cela annonça les premiers symptômes de la future désagrégation du pays et dès 1220, un nouveau problème arriva aux portes du royaume de Géorgie : les Mongols. Georges IV mourut en les combattant en 1223 et sa sœur Rousoudan fit une alliance désespérée quand elle se maria et maria sa fille Tamar à des princes seldjoukides d'Erzurum et de Roum. Les anciens ennemis devenaient désormais les plus proches alliés mais cela n'empêcha toutefois pas les Mongols de soumettre le pays à tribut en 1242. Cette date marque la fin officielle de l'Âge d'Or, qui avait commencé sous le règne de David IV le Reconstructeur...